# Pseudoziziphus
Pseudoziziphus là một chi thực vật có hoa thuộc họ Táo (Rhamnaceae). Chi này được Frank Hauenschild thiết lập năm 2016 để chuyển 2 loài nguyên được mô tả trong chi Ziziphus nhưng không giống như các loài Ziziphus thực thụ.

## Các loài
Chi này chứa 2 loài đã biết, với khu vực phân bố từ tây nam Hoa Kỳ (California) tới tây bắc Mexico cũng như tại Florida.
- Pseudoziziphus celata (Judd & D.W.Hall) Hauenschild, 2016: Florida.
- Pseudoziziphus parryi (Torr.) Hauenschild, 2016: Từ tây nam Hoa Kỳ (California) tới tây bắc Mexico.